# Swanton Morley
Swanton Morley è un villaggio e parrocchia civile inglese nella contea di Norfolk, distretto di Breckland.
Il villaggio ha una lunga storia: la sua esistenza era già documentata nel Domesday Book dell'XI secolo e fu residenza degli antenati del XVI Presidente degli Stati Uniti d'America, Abramo Lincoln.

## Geografia fisica
Il villaggio sta al centro delle tre città-mercato di Dereham, Swaffham ed Fakenham, la più vicina delle quali (Dereham) dista solo tre miglia. Esso è adiacente a Bylaugh ed a Bylaugh Hall e dista 29 km dalla città di Norwich.

## Galleria d'immagini

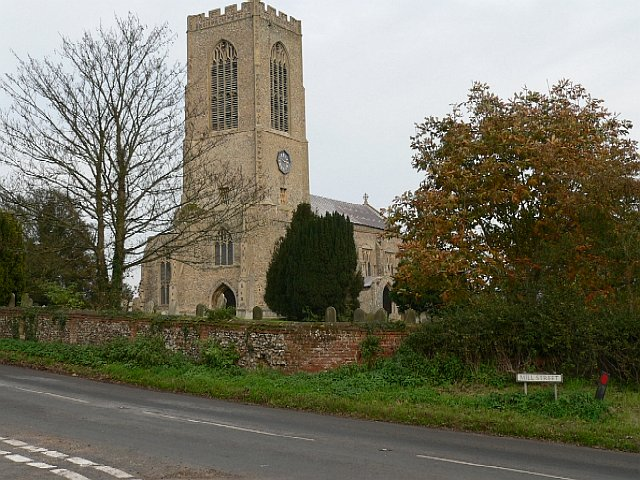
Chiesa di Ognissanti da Mill Street
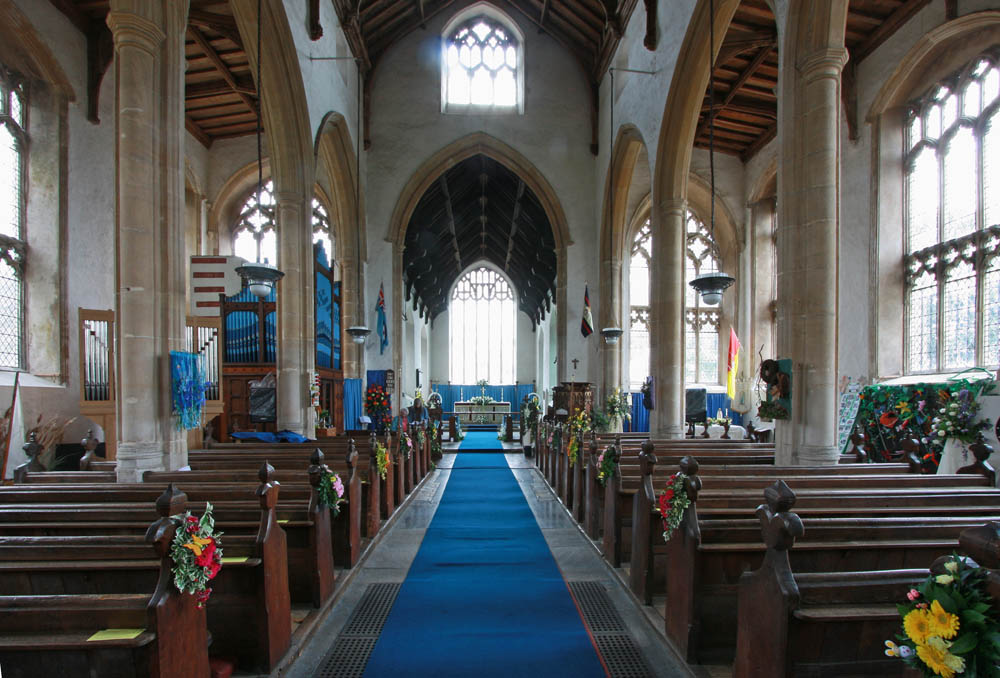
Lato est della chiesa dalla navata
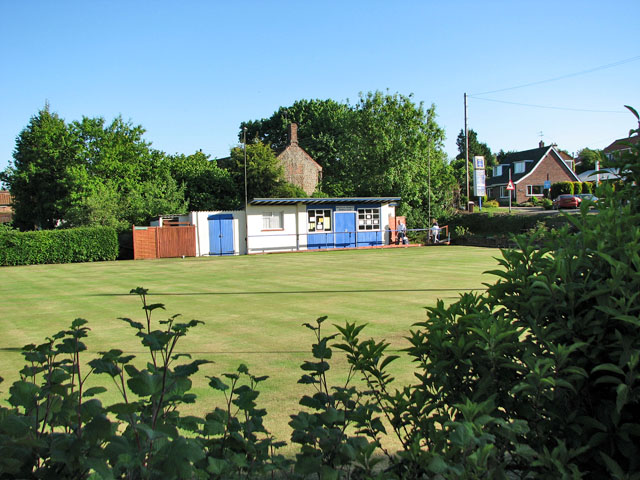
Swanton Morley bowls club
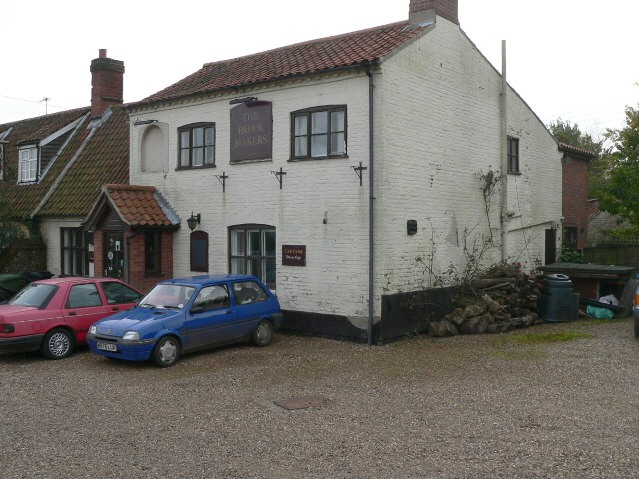
Casa The Papers Makers
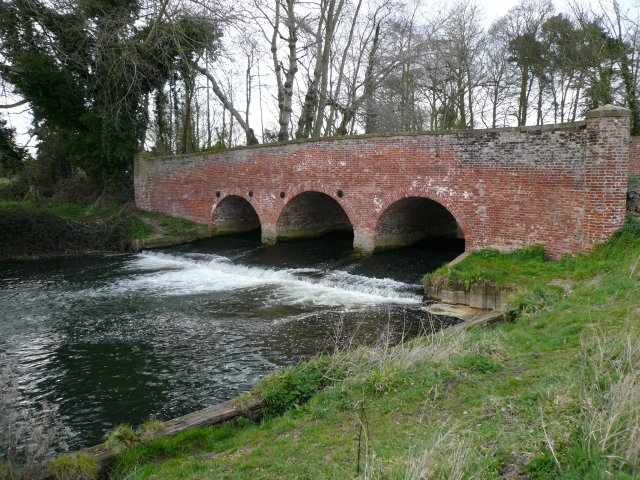
Ponte sul fiume Wensum appena fuori del villaggio